# Patricia Idlette
Patricia Idlette, detta Pat (...), è un'attrice statunitense, nota principalmente per il ruolo della cameriera Kiffany nella serie tv Dead Like Me prodotta da Showtime..
È apparsa in quattro episodi della serie tv Battlestar Galactica nel ruolo del politico Sarah Porter.
Ha vissuto in Canada per molti anni, recitando a Toronto e Vancouver e apparendo come guest star in serie televisive come X-Files e La signora in giallo.
Ha anche recitato una piccola parte in Licantropia Apocalypse, ed è apparsa nel ruolo di un'infermiera nella serie The L Word.

## Filmografia parziale

### Cinema
- Scratch Dance (Heavenly Bodies ), regia di Lawrence Dane (1984)
- Scary Movie 3 - Una risata vi seppellirà  (Scary Movie 3), regia di David Zucker (2003)

### Televisione
- La signora in giallo, 1 episodio (1992)
- X-Files, episodio 4x19 (1997)
- Battlestar Galactica, 4 episodi (2005-2006)